# فارس بني مروان (مسلسل)
فارس بني مروان للمخرج السوري نجدت أنزور كتبه محمود عبد الكريم. ويطرح المسلسل سيرة الفارس والأديب مسلمة بن عبد الملك بن مروان بن الحكم الذي قاد معارك ضارية ضد الروم حتى صار اسمه عنواناً للنصر وكان مجلسه يضم شعراء وعلماء وفقهاء.

## الممثلون
| - نضال نجم: مسلمة بن عبد الملك - عبد الهادي الصباغ: الوليد بن عبد الملك - عمار شلق: عمر بن عبد العزيز - مازن الناطور: مصعب بن الزبير - نادين سلامة: الرباب بنت زفر - أسعد فضة: عبد الملك بن مروان - جمال سليمان: جستنيان الثاني - جميل عواد: ليو الثالث الإيساوري - حسن الجندي: زفر بن الحارث الكلابي - راشد الشمراني: شوذب اليشكري | - بيير داغر: يزيد بن المهلب - درة زروق: تيودورا - حبابة - محمد القباني: روح بن زنباع - بسام لطفي: عبد الله بن الزبير - عبد الكريم القواسمي: رجاء بن حيوة - أمجد الحسين: سليمان بن عبد الملك - عماد فريد: الحسن البصري - محمد ناصيف: خالد بن يزيد بن معاوية - مروان أبو شاهين: سحيم بن المهاجر - أيمن البيطار: عبد الله البطال | - إياد أبو الشامات:أرتيباس - تولين البكري - عادل أبو حسون:الجحاف بن حكيم - نبال جزائري: سكينة بنت الحسين - جولييت عواد: أسماء بنت أبي بكر - محتسب عارف: الحجاج بن يوسف الثقفي - فيلدا سمور: مريمة - فاطمة خير: عاتكة بنت يزيد - كارول الحاج: أم البنين بنت عبد العزيز |

بالاشتراك مع: موسى الملا:محمد بن مروان - أحمد حداد:عامر الشعبي - اسكندر عزيز:حسان بن بحدل - صبحي الرفاعي:عبد العزيز بن مروان - سامر شقير:ميمون - علاء قاسم:الهذيل بن زفر - رضوان سالم - مروان غريواتي:سعيد بن جبير - فواز سرور:فليبكوس - سعيد الآغا - نسيمة الظاهر:أم مسلمة - بسام داود:هشام بن عبد الملك - محمد الضمور - ليث مفتي: يزيد بن عبد الملك- أدهم الهجري - جهاد عبيد:يزيد بن أبي مسلم - خضر بيضون: الفرزدق - يوسف المقبل: الأخطل - محمد مصطفى: جرير - وفاء العبد الله: والدة خالد بن يزيد - علي القاسم:النخاس - عدنان السيد - هشام هنيدي:الراوي

## فريق العمل
| - محمود عبد الكريم: الكاتب - سهيل زكار: إستشارة تاريخية - جميل عواد: المستشار الدرامي - نجدة إسماعيل أنزور: مخرج - محمد زهير رجب: مخرج منفذ - هاني العقرباوي: تصوير | - فواز الصباغ: مونتير - فواز الصباغ: المكساج - باسم دبور: إدارة وإشراف الإنتاج - نجدة إسماعيل أنزور - نويل هارود:تصميم الملابس - أحمد يوسف سلمان: ماكيير | - شربل روحانا: ألحان الشارة - نزار قباني: قصيدة الشارة - وليد الهشيم:الموسيقى التصويرية والألحان - موفق السيد:الديكور - جرام كروثر: تدريب وتصميم المعارك |